# Niente (Resilienza 74)
Niente (Resilienza 74) è un singolo della cantante italiana Rita Pavone, pubblicato il 5 febbraio 2020.
Con il brano, scritto dal figlio Giorgio Merk, la cantante si è presentata al Festival di Sanremo 2020, segnando il suo ritorno in gara alla kermesse a 48 anni dall'ultima partecipazione, arco temporale che ha fatto conquistare alla cantante il primato per la maggior distanza di una partecipazione a Sanremo dalla successiva; con esso si classifica al 17º posto.

## Classifiche
| Classifica (2020) | Posizione massima |
| ----------------- | ----------------- |
| Italia            | 98                |